# Margarethenkirche (Krofdorf)

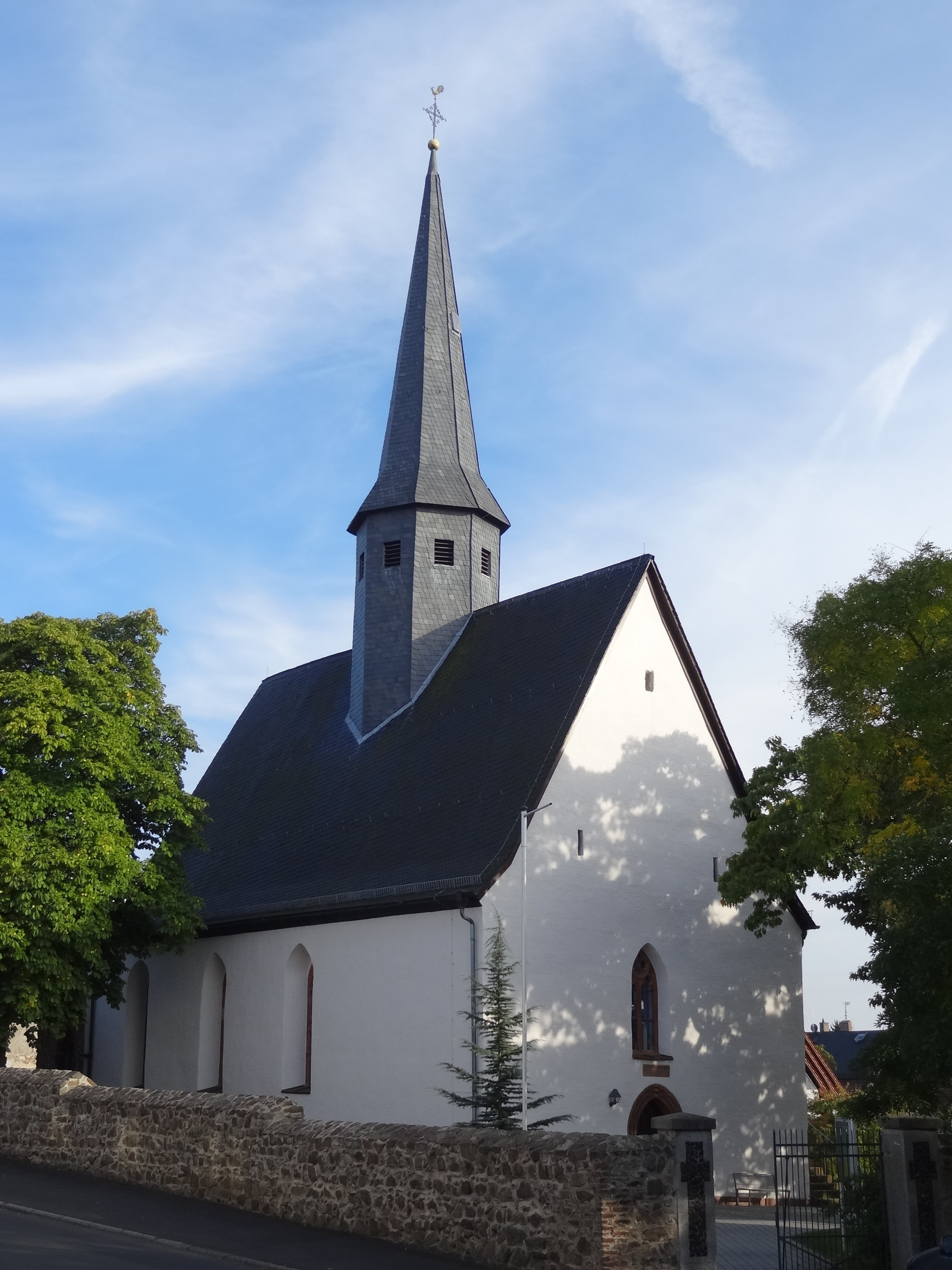
Die Kirche von Nordwesten

Die evangelisch-lutherische Margarethenkirche in Krofdorf-Gleiberg, einem Ort in der Gemeinde Wettenberg im Landkreis Gießen, war ursprünglich ein romanisches Bauwerk, das ab dem 14. Jahrhundert gotisch umgebaut wurde. Im Jahr 1513 entstand das Kirchenschiff der spätgotischen Saalkirche, die als bedeutendes Beispiel für eine hessische Holzpfeilerkirche gilt. Sie geht in ihren ältesten, romanischen Teilen auf das 13. Jahrhundert zurück. Mit seinem steilen Satteldach, dem schlanken, achteckigen Dachreiter mit gotischem Spitzhelm prägt das hessische Kulturdenkmal das Ortsbild.

## Geschichte

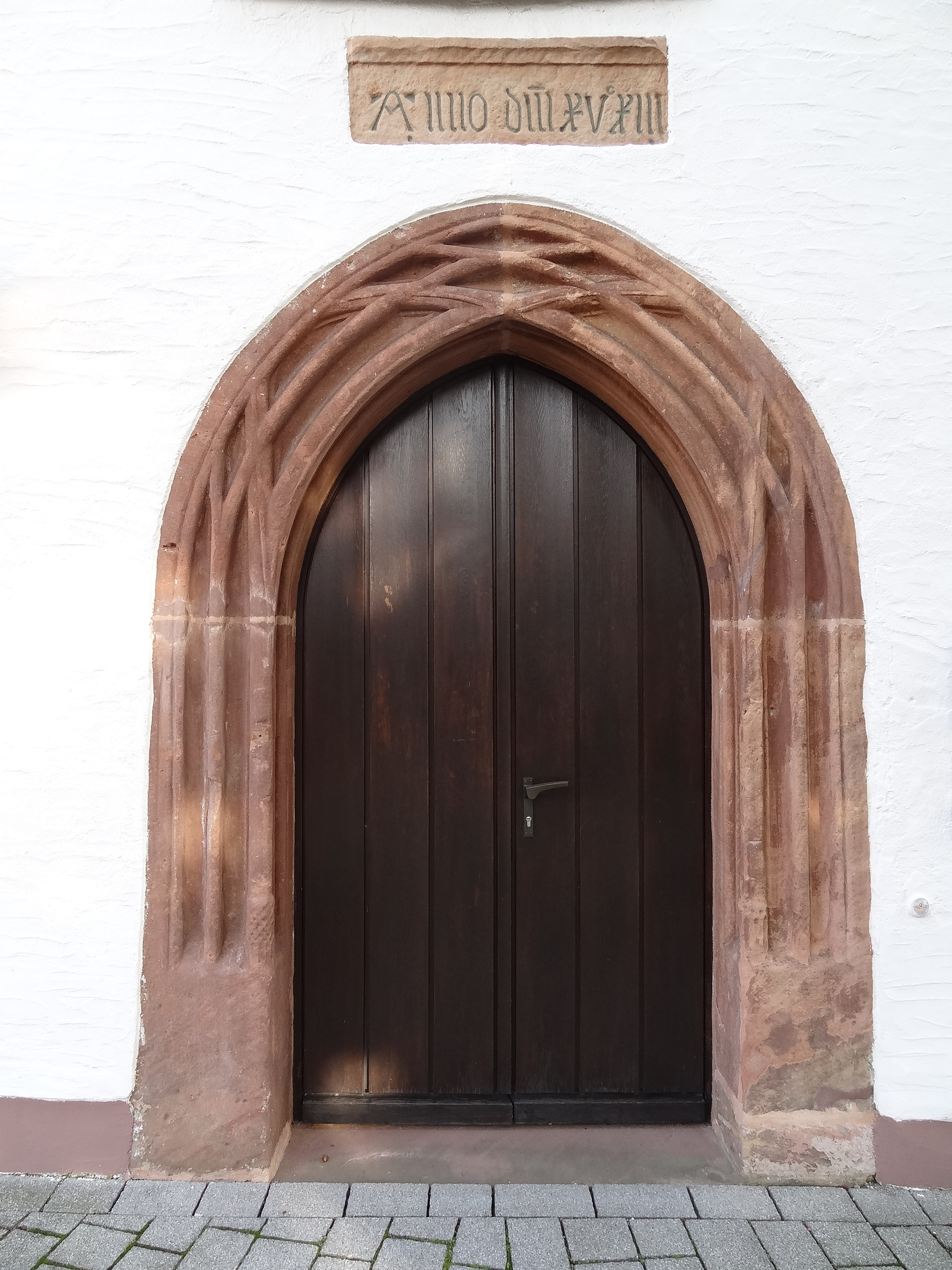
Westportal mit Inschrift von 1513

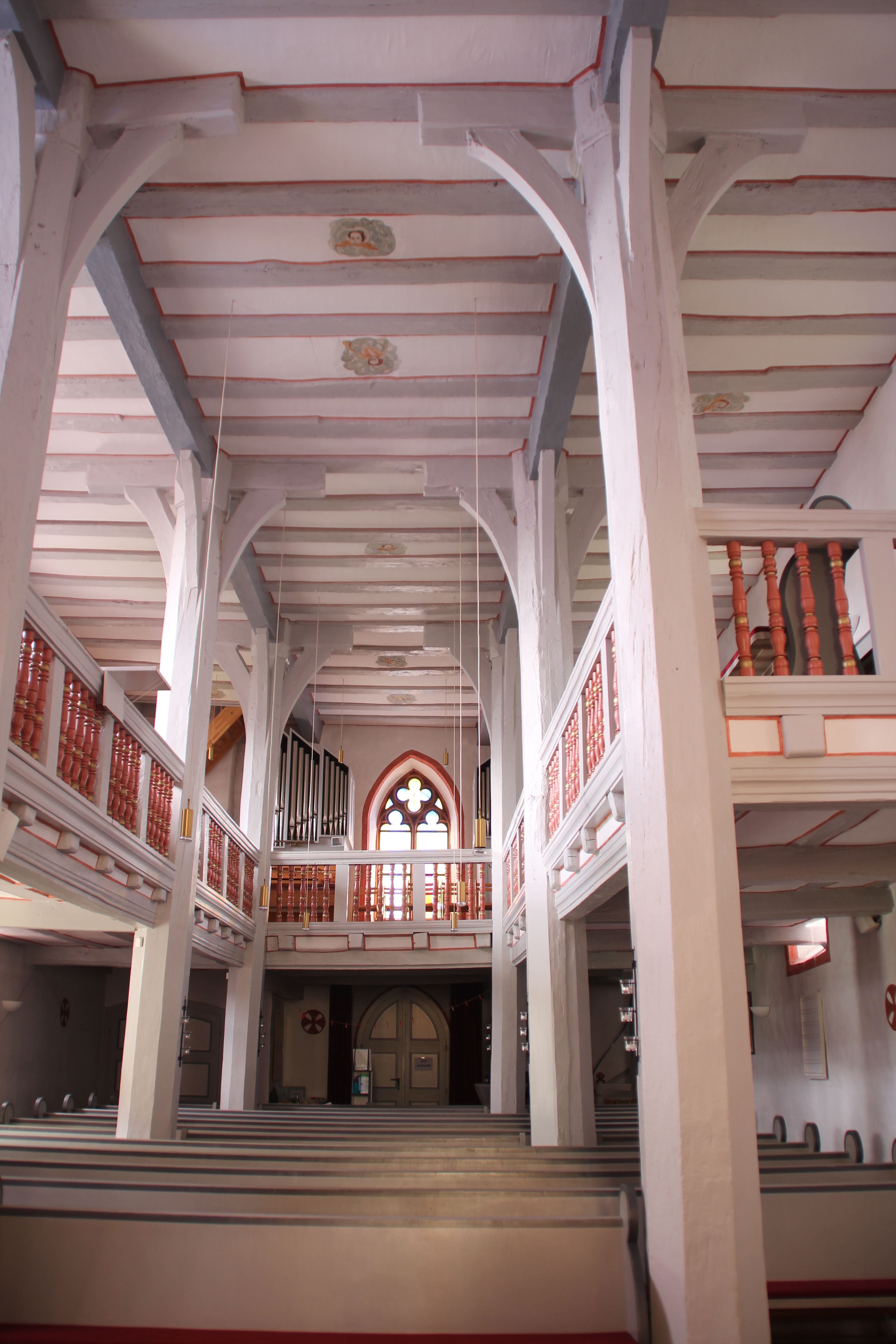
Holzpfeilerkonstruktion im Kirchenschiff Richtung Westen

Die Krofdorfer Kirche wurde im Jahr 1271 erstmals in einer Schenkungsurkunde des Landgrafen Heinrich von Hessen an das Kloster Altenberg erwähnt. Sie war damals eine nassauische Eigenkirche. Bis 1577 hatte sie Launsbach als Filial, musste nach Streitigkeiten im Jahr 1280 aber einen Teil ihrer Rechte abtreten. Chor und Sakristei des romanischen Gebäudes wurden in der ersten Hälfte des 14. Jahrhunderts gotisierend umgebaut, das Kirchenschiff wurde im Jahr 1513 erneuert. Im ausgehenden Mittelalter war die Gemeinde dem Dekanat Wetzlar des Archidiakonats St. Lubentius Dietkirchen im Bistum Trier zugeordnet. Die Kirche war der heiligen Margaretha geweiht und wurde im Jahr 1997 wieder nach ihr zurückbenannt.
Mit Einführung der Reformation wechselte Krofdorf zum protestantischen Bekenntnis. Als erster evangelischer Pfarrer wirkte dort Justus Breul von 1546 bis 1560. Im Zuge der Umwandlung in eine Predigtkirche erfolgte 1547 an der Nord- und Westseite der Einbau von Emporen mit gedrechselten Holzstäben („Docken“), die später durch Bretterfüllungen ersetzt wurden. 1585 wurde die Kirchengemeinde Kinzenbach eingepfarrt, die 1968 ihre Selbstständigkeit erhielt.
Ab 1833 wurde der Innenraum umgestaltet und das Maßwerk der nördlichen und südlichen Fenster des Schiffs ausgebrochen. Eine Außentür gewährt seit 1834 den Zugang zur Sakristei, die zuvor nur über den Chor zugänglich war. Ein heftiger Streit entbrannte um den aufgemauerten Altar mit einer Sandsteinplatte aus mittelalterlicher Zeit. Der Krofdorfer Gemeindevorstand setzte sich für den Erhalt ein und wurde von 94 Bürgerunterschriften unterstützt, während Pfarrer Raßmann einen neuen hölzernen Altar bevorzugte. Nachdem der alte Altar unter Polizeischutz entfernt worden war, blieben viele Gemeindeglieder den Gottesdiensten fern, einige drangen nachts in die Kirche ein und beschädigten den neuen Altar „mit 15–18 Axthieben“.
Bis 1855 diente der Kirchhof für Bestattungen. Im Jahr 1872 wurde der Durchgang zum Chor, der bereits durch die Orgel auf einer Ostempore teilweise verdeckt war, mit einer Bretterwand vollständig verschlossen, die alte Kanzel mittig in die östliche Emporenbrüstung vor der Orgel eingebaut und der Altar unter der Empore aufgestellt. Ein Durchbruch in der Sakristei mit einem Treppenaufgang ermöglichte den Zugang zur Orgelempore.
Das Bruchsteinmauerwerk erhielt 1956 einen neuen Verputz. Von 1964 bis 1968 wurde es renoviert und die baulichen Veränderungen rückgeführt. Die quadratische Sakramentsnische mit Sandsteingewände in der nördlichen Chorwand wurde freigelegt, ebenso die originale rote Quaderbemalung der Fenster und Türen im Schiff, die graue Diamantquaderung am Triumphbogen und die Chorfenster aus der Renaissance, die Puttenmalereien zwischen den Deckenbalken und die Weihekreuze aus vorreformatorischer Zeit. Im Jahr 1967 wurden die freigelegte Puttenmalerei mit Blumenranken des 18. Jahrhunderts an der östlichen Chorseite und 2003 die Bemalungen am Bogen und an den Fenstern durch Übertünchen für die Nachwelt konserviert, die Weihekreuze mit moderner Farbe aufgefrischt; die Kirche wurde neu gestrichen. Der Kirchturm erhielt 1983 eine neue Spitze und 2003 wurden Schäden am Dach beseitigt.
Die 1835 entfernte mittelalterliche Altarplatte wurde 2005 vor dem Westportal wiederentdeckt und 2008 auf einem neu errichteten Altar westlich der Kirche aufgestellt. Seit diesem Jahr erinnert eine Gedenkplatte an der nördlichen Friedhofsmauer an die ermordeten jüdischen Einwohner von Krofdorf. 2011 erhielt das Schiff einen neuen Außenanstrich, das Bruchsteinmauerwerk des Chors wurde freigelegt und die Außentreppe saniert. Die dort eingelassenen Grabplatten fanden ihren Platz vor der östlichen Friedhofsmauer. Im Rahmen einer energetischen Sanierung wurde im Jahr 2015 die Heizungsanlage ersetzt und eine neue Elektroheizung eingebaut.
Zum 1. Januar 2021 schlossen sich die drei Kirchengemeinden Krofdorf-Gleiberg, Launsbach und Wißmar zur evangelischen Kirchengemeinde Wettenberg zusammen. Sie umfasst insgesamt etwa 6000 Mitglieder.

## Architektur

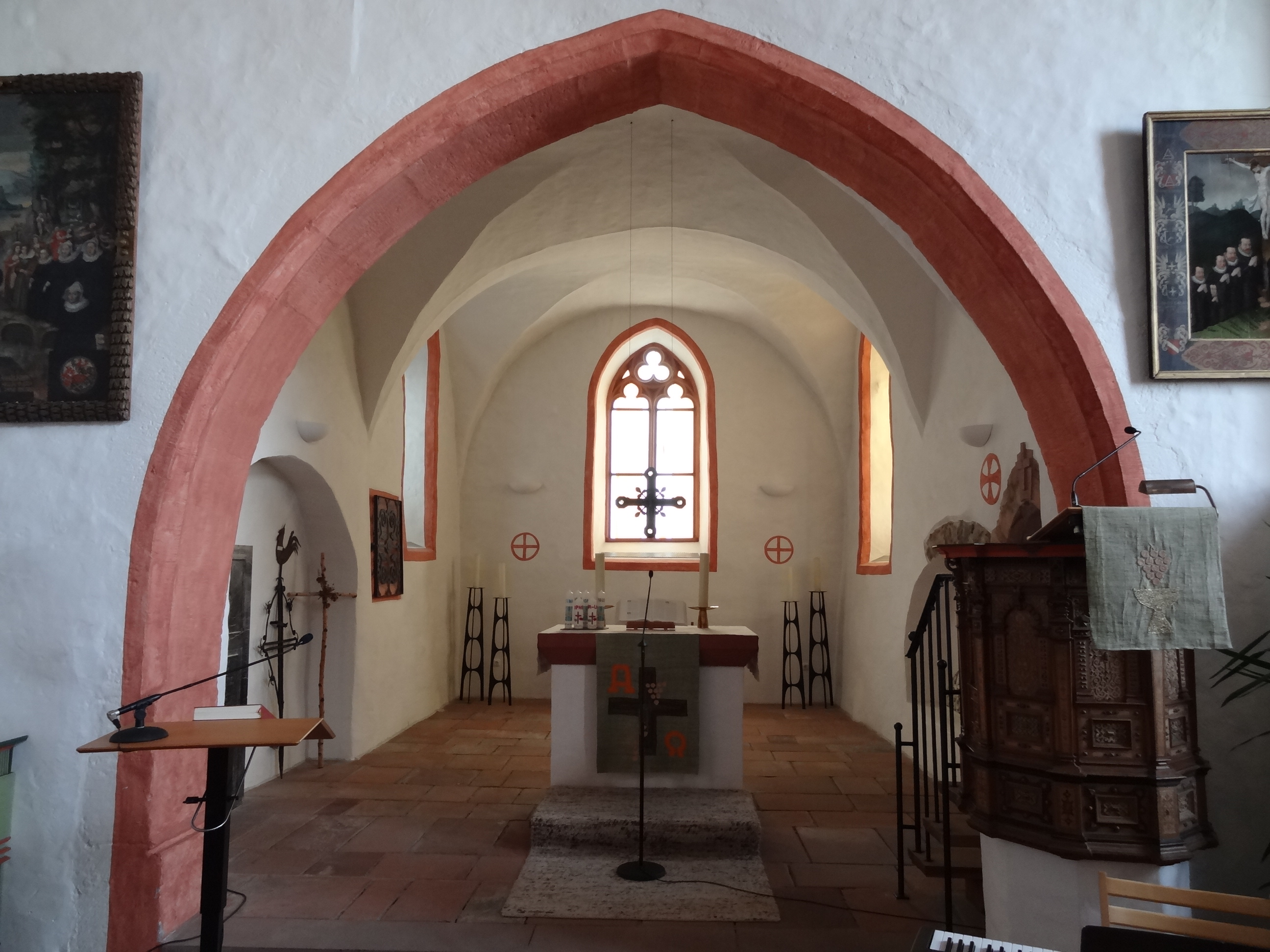
Blick in den Chorraum

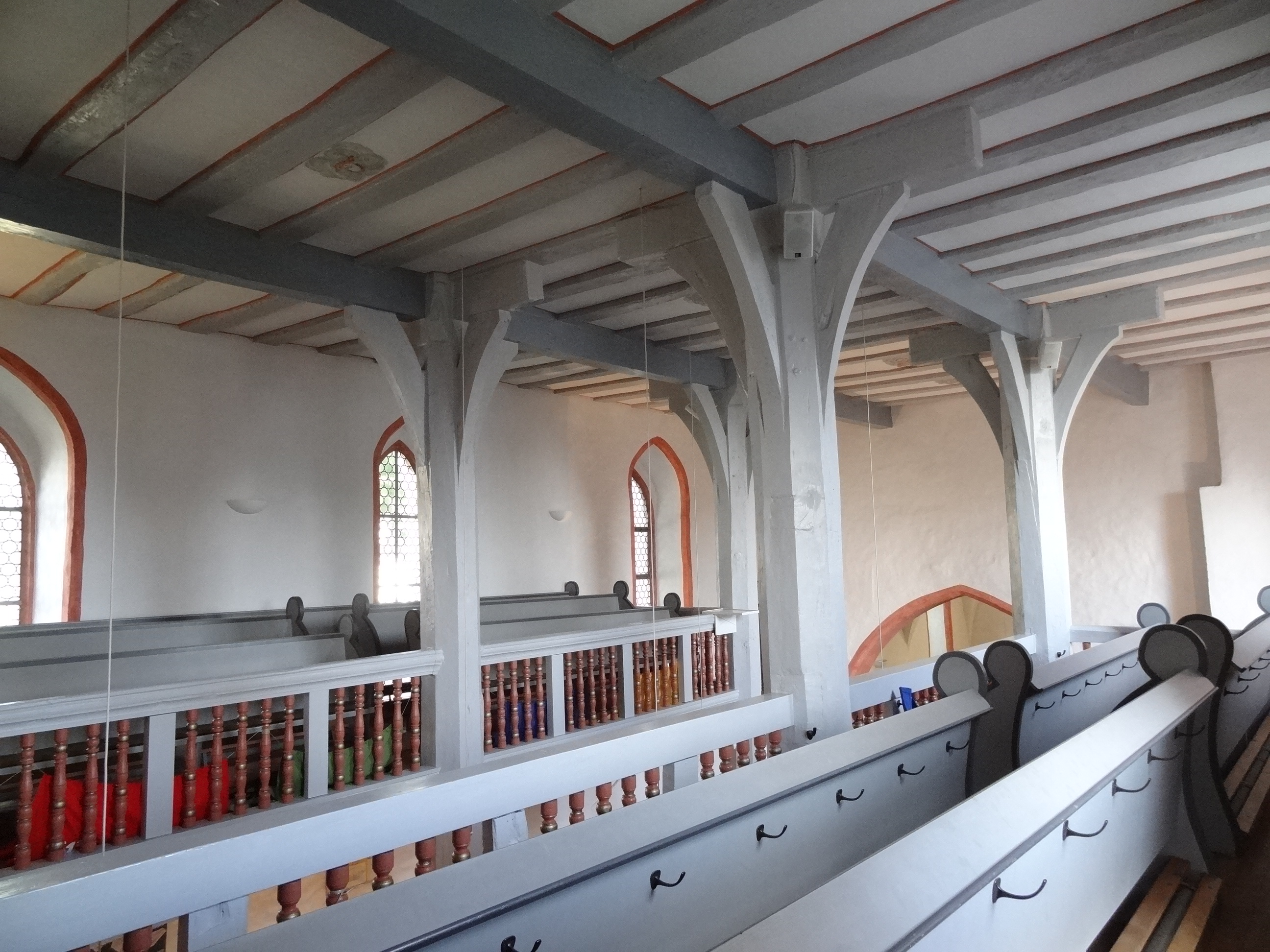
Pfeiler mit Kopfstützen

Die weiß verputzte Saalkirche auf rechteckigem Grundriss inmitten eines ummauerten Friedhofs hat ein steiles Satteldach und im Osten einen rechteckigen, unverputzten Chorabschluss.
Älteste Teile der romanischen Kapelle aus dem 13. Jahrhundert sind erhalten. Der niedrige Chor mit seinem zweijochigen Kreuzgratgewölbe und die an der Südseite des Chors angebaute Sakristei erhielten in der ersten Hälfte des 14. Jahrhunderts ihre heutige Gestalt, worauf die Maßwerkfenster hinweisen. Zwischen Sakristei und Chor gewährt ein Spitzbogen mit Schlussstein den Durchgang. Ein kleines romanisches Fenster mit Gewänden links über der Tür zur Sakristei wurde in den 1960er Jahren freigelegt und anschließend wieder vermauert. Links der Sakristeitür dient eine große rundbogige Nische als Sitzgelegenheit. An der gegenüberliegenden Nordwand befindet sich ebenfalls eine große Rundbogennische. Über der rechteckigen Sakristei-Außentür an der Südseite ist noch ein kleines rundbogiges Fenster aus romanischer Zeit erhalten. Ein großer spitzbogiger Triumphbogen verbindet den Chor mit dem asymmetrisch angebauten Kirchenschiff. Die rot umlaufenden Bänder am Bogen und an den Fensterlaibungen wurden 2003 gemalt.
Das in spätgotischer Zeit eingreifend umgebaute Schiff ist mit dem Jahr 1513 („Anno d[omi]ni xvc xiii“) bezeichnet. Der mittig aufgesetzte achteckige Glockenstuhl des Dachreiters geht in einen schlanken achtseitigen Spitzhelm über, der von einem Turmknopf, einem schmiedeeisernen Kreuz und einem vergoldeten Wetterhahn bekrönt wird. Die spitzbogigen Süd- und Westportale aus rotem Sandstein weisen Überstabungen auf. In der Westseite und im Chor sind die zweigeteilten Maßwerkfenster mit Dreipass erhalten. Drei spitzbogige Fenster an der Nordseite des Schiffs und zwei an der Südseite belichten den Innenraum. Das dritte, westliche Südfenster wurde im unteren Bereich in eine Tür umgewandelt. Eine zweiseitige steinerne Außentreppe aus unbekannter Erbauungszeit gewährt den Zugang zu den Emporen. Über dem Südportal ist ein Rechteckfenster angebracht. Im westlichen Giebeldreieck sind Schießscharten eingelassen. Während die Westseite und die Langseiten aus massivem Bruchsteinmauerwerk errichtet wurden, besteht der Ostgiebel aus Fachwerk. Möglicherweise war hier ein hoher gotischer Chor vorgesehen.
Rechts neben dem Südportal sind in der Außenmauer Reste von Grabdenkmälern des 17. und 18. Jahrhunderts eingelassen. Die Grabdenkmäler des 16. und 17. Jahrhunderts, die in der Außentreppe vermauert waren, fanden ihren Platz bei den übrigen Grabplatten in der östlichen Friedhofsmauer, wo auch drei Grabsteine des 18. Jahrhunderts aufgestellt sind.

## Ausstattung

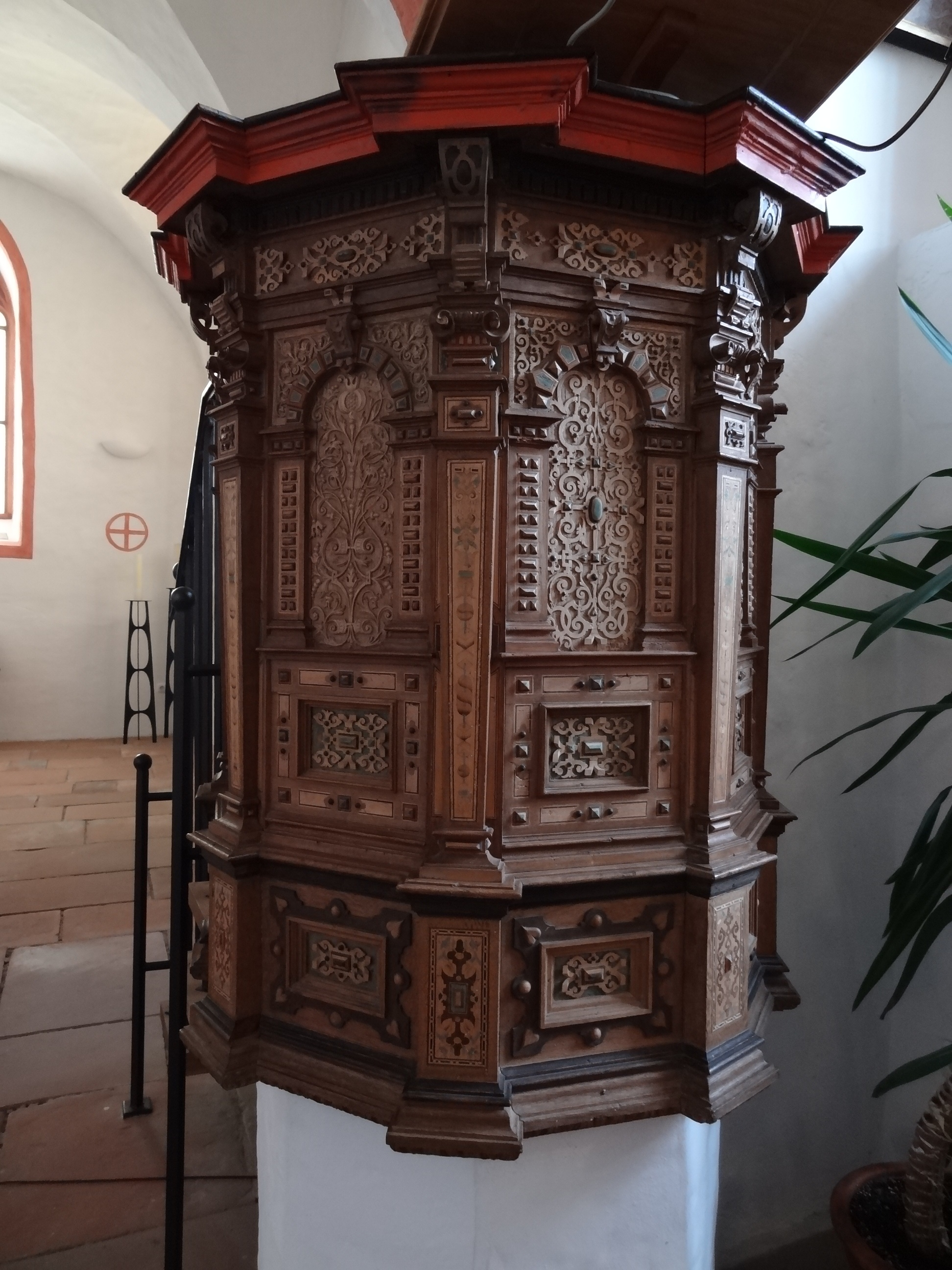
Renaissance-Kanzel

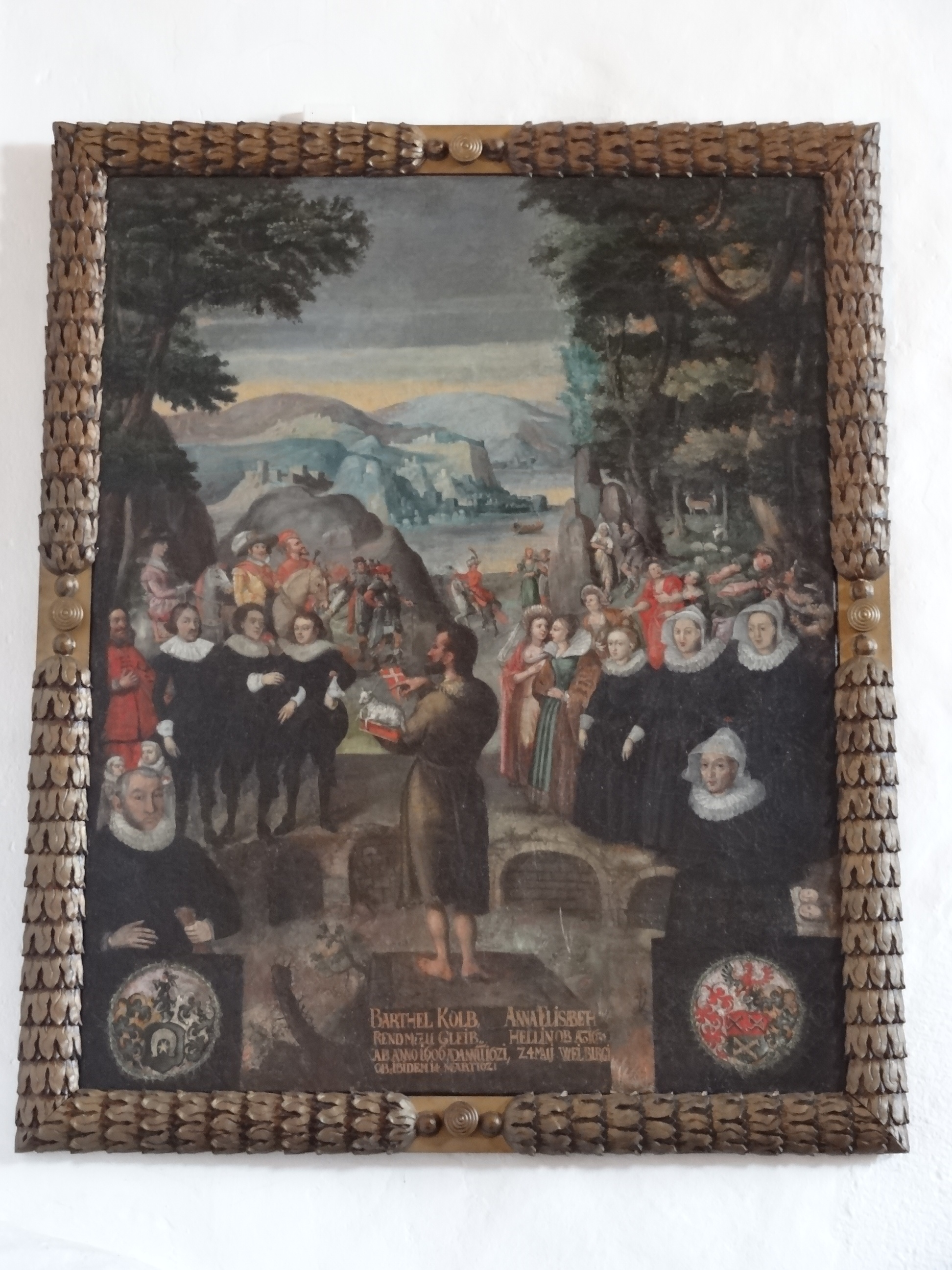
Epitaph der Familie Kolb

Der Innenraum wird von einer hölzernen Flachdecke abgeschlossen. Zwischen den Deckenbalken sind barocke musizierende Engel gemalt. Eine Besonderheit ist die Holzpfeilerkonstruktion aus gotischer Zeit. Sie gilt als das „bedeutendste erhaltene Beispiel einer spätgotischen Holzpfeilerkirche in Hessen“. Zwei Unterzüge werden von je drei achteckigen Holzpfeilern mit jeweils vier Kopfstützen getragen, die die Emporen einbeziehen. Durch diese Konstruktion entsteht der Eindruck einer dreischiffigen Hallenkirche. Die dreiseitig umlaufende Empore hat Balustraden mit gedrechselten Holzstäben.
Das Gestühl datiert von 1516. Nord- und Westempore stammen aus dem Jahr 1547 und die Südempore wurde im 18. Jahrhundert eingebaut. Die Brüstungen gehen auf das 18. Jahrhundert zurück, die Balustraden der Emporenbänke auf die erste Hälfte des 17. Jahrhunderts. Die polygonale hölzerne Kanzel, ein Werk der ausgehenden Renaissance (um 1640), ist mit Intarsien und geschnitztem Beschlagwerk reich verziert. Eckpilaster gliedern die Kanzelfelder, die durch umlaufende, profilierte Gesimsbänder verbunden sind.
Der Altar wurde in den 1960er Jahren neu aufgemauert und mit einer Sandsteinplatte versehen. Zwei Altarleuchter aus Messing wurden 1959 gestiftet. Die beiden Abendmahlskelche greifen spätgotische Traditionen auf und stammen vermutlich aus frühbarocker Zeit. Alois Plum schuf 1985 das schmiedeeiserne Altarkreuz in Form eines Kugelstabkreuzes mit Bergkristallen, Kassiel Kaehler 1998 den achteckigen Taufstein aus grauem Granit mit rundem Pokal, der von acht achteckigen Holzsäulen umgeben ist. Johannes Schreiter gestaltete 2007 die drei Chorfenster mit dem Thema „Auferstehung Christi am Ostermorgen“ und 2011 das farbenfrohe Westfenster mit dem Thema „Vom Aufgang der Sonne bis zu ihrem Niedergang sei gelobet der Name des Herrn (Ps 113,3 )“. Im Jahr 2015 entstanden zwei weitere Glasfenster von Schreiter zu den Sakramenten Taufe und Abendmahl.
Erbbegräbnisse und Epitaphe erinnern an die Ganerben von Vetzberg, an Beamte aus Gleiberg und an Krofdorfer Geistliche. Ein großes Epitaph aus rotem Sandstein für Margaretha Holzapfel von Vetzberg geborene von Schaderitz († 2. November 1572) ist rechts vom Triumphbogen aufgestellt. Sie ist lebensgroß mit zum Gebet gefalteten Händen dargestellt. An der nördlichen Chorwand ist das Epitaph für August Ullmann R. Lesch von Mühlheim († 1696) aus schwarzem, weiß-geädertem Marmor aufgestellt.
Zwei gemalte Epitaphe, die im Jahr 1879 an Freiherr Adrian van der Hoop auf dem Hofgut Schmitte in Rodheim-Bieber verkauft und von dort 2009 zurückerworben wurden, flankieren seit 2010, nach 1880 erneut restauriert, den Triumphbogen. Das linke ist für Barthel Kolb († 1621), nassau-weilburgischer Rentmeister zu Gleiberg, und seine Ehefrau Anna Elisabeth Braun genannt Hell († 1634) mit ihren Kindern; das rechte Epitaph ist für Hans Gottfried Stommel († 1579), nassau-weilburgischer Burgmann zu Gleiberg, und seine Ehefrau Maria Wolfskehl von Vogtsberg († 1570) mit ihren Kindern.

## Orgel

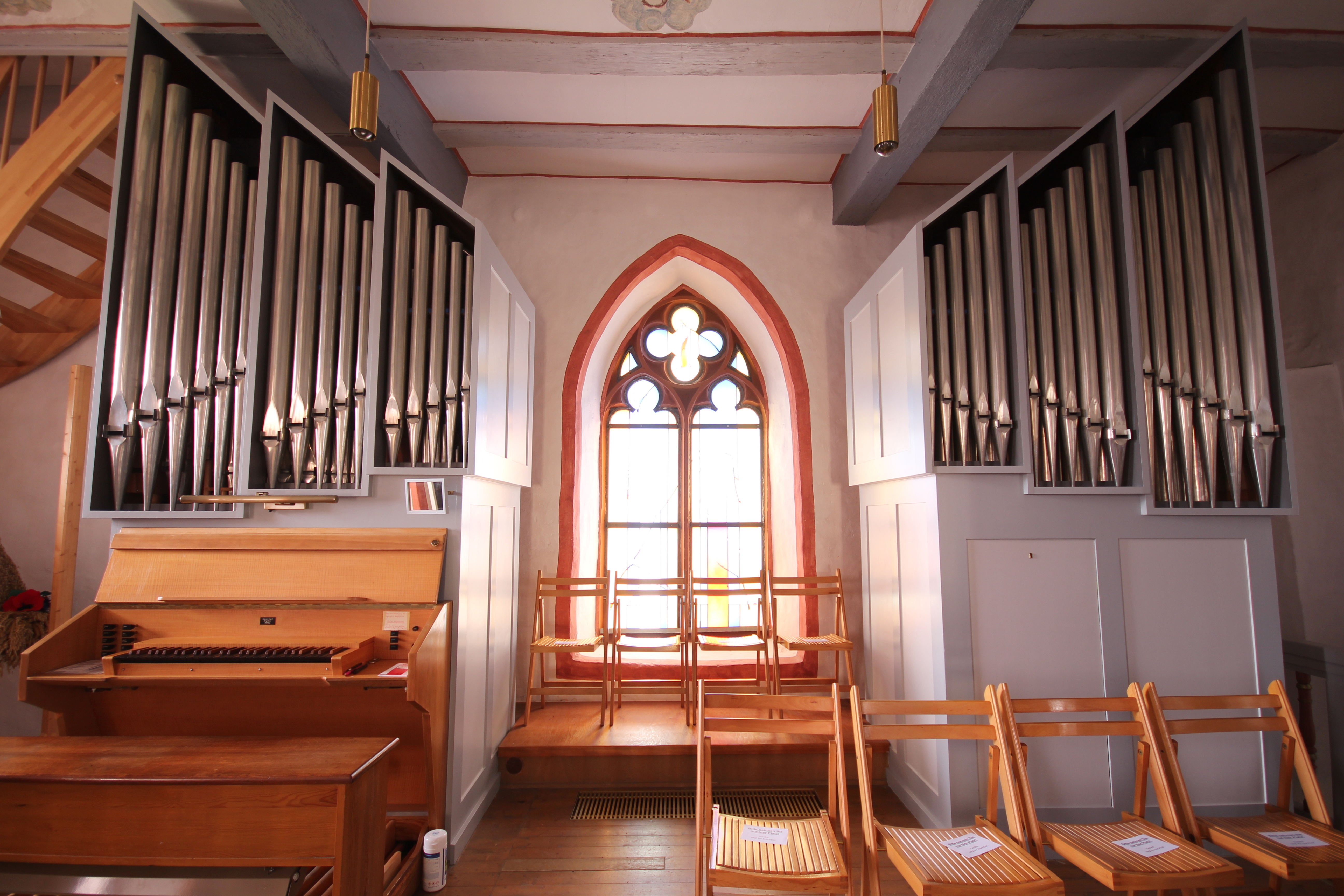
Zweiteiliger Prospekt der Hardt-Orgel von 1971

Eine Orgel wurde erstmals zwischen 1659 und 1662 erwähnt. Eine neue Orgel fand 1710 auf der Nordempore ihren Aufstellungsort. Nachdem ihr Zustand 1836 als schlecht beurteilt worden war, wurde sie 1854 durch ein Instrument der Brüder Jakob und Bernhard Ziese mit 16 Registern auf der Ostempore ersetzt. 1970 schuf Günter Hardt einen Neubau mit elf Registern unter Einbeziehung älterer Register. Das Meisterstück von Orgelbaumeister Seeliger wurde 1971 auf der Westempore aufgestellt. Die Orgel verfügt über insgesamt 706 Orgelpfeifen und wurde im Jahr 2020 von der Erbauerfirma grundsaniert und nachintoniert. In diesem Zuge erhielt das zweigeteilte Gehäuse eine neue Fassung in zwei abgestuften Hellgrau-Tönen. Die Disposition lautet wie folgt:
| I Manual C–g3 |       |
| Prinzipal     | 8′    |
| Gedackt B/D   | 8′    |
| Oktave        | 4′    |
| Spindelflöte  | 4′    |
| Quinte        | 2 ⁄3′ |
| Superoktave   | 2′    |
| Mixtur IV     | 1 ⁄3′ |
| Trompete B/D  | 8′    |

| Pedal C–f1 |     |
| Subbaß     | 16′ |
| Oktavbaß   | 8′  |
| Choralbaß  | 4′  |

- Koppeln: I/P

Anmerkungen
1. ↑  Von C–h als Quintade 4′ ausgeführt.

## Glocken
Der Kauf von Glockenseilen in den Jahren 1519 und 1547 lässt auf die Existenz von drei Glocken schließen. Sie sind wahrscheinlich im Laufe der Zeit zersprungen. In den Jahren 1709, 1743 (oder 1747) und 1781 goss die Gießener Firma Henschel/Otto drei neue Glocken. Die größte und die kleinste Glocke zersprangen ebenfalls und wurden durch neue Glocken von Andreas Otto (1853) und E. W. Rincker (1894) ersetzt. Im Jahr 1917 wurden diese beiden Glocken abgeliefert; 1921 tauschte man die verbliebene Bronzeglocke bei Rincker gegen drei neue Gussstahlglocken ein. Seit 1962 ist der Glockenturm durch Stahlträger verstärkt. Die Gemeinde schaffte 1982 als Ersatz für die Stahlglocken vier neue Bronzeglocken an, die im „erweiterten Gloria-Motiv“ erklingen. Die kleinste Stahlglocke befindet sich jetzt im Glockenmuseum auf Burg Greifenstein.
| Nr. | Name                       | Gussjahr | Gießer, Gussort     | Masse (kg) | Schlagton | Inschrift                                                                            | Bild |
| 1   | Auferstehungsglocke        | 1982     | Gebr. Rincker, Sinn | 600        | g1        | „DER HERR SPRICHT: FÜRCHTE DICH NICHT; ICH BIN MIT DIR + JESAJA 41,10 +“             |      |
| 2   | Gebetsglocke               | 1982     | Gebr. Rincker, Sinn | 424        | a1        | „SEID FRÖHLICH IN HOFFNUNG, GEDULDIG IN TRÜBSAL, HALTET AN AM GEBET + RÖMER 12,12 +“ |      |
| 3   | Abendmahls- und Trauglocke | 1982     | Gebr. Rincker, Sinn | 270        | c2        | „GOTT SEI UNS GNÄDIG UND SEGNE UNS + PSALM 67,2 +“                                   |      |
| 4   | Taufglocke                 | 1982     | Gebr. Rincker, Sinn | 187        | d2        | „SELIG SIND, DIE DAS WORT GOTTES HÖREN UND BEWAHREN + LUKAS 11,28 +“                 |      |

## Kirchengemeinde und Pfarrer
Schon in vorreformatorischer Zeit war die Doppelgemeinde Krofdorf-Gleiberg pfarramtlich vereint. Die evangelisch-lutherische Kirchengemeinde hatte im Jahr 2020 knapp 2600 Mitglieder und nutzte neben der Margarethenkirche noch die Katharinenkirche Gleiberg. Am 1. Januar 2021 fusionierten die drei evangelischen Kirchengemeinden Krofdorf-Gleiberg, Launsbach und Wißmar zur Kirchengemeinde Wettenberg. Sie gehört zum Evangelischen Kirchenkreis an Lahn und Dill innerhalb der Evangelischen Kirche im Rheinland.
Eine Denkmalstiftung Ev. Kirchen Krofdorf-Gleiberg dient dem Erhalt der beiden denkmalgeschützten Kirchen.
Aus der Zeit vor der Reformation sind die Namen von 17 katholischen Priestern bekannt, als erster ein Pleban Johannes, der im Jahr 1289 für Launsbach zuständig war. Seit der Reformationszeit können die Pfarrer lückenlos nachgewiesen werden:
- 1546–1560: Justus Bruelius (Breul)
- 1560–1573: Laurentius Stephani
- 1573–1587: Friedrich Heun aus Södel
- 1587–1605: Matthias Stutzius
- 1605–1628: Daniel Arcularius
- 1629–1646: M. Martin Stephani
- 1646–1683: Johann Philipp Schmidtborn
- 1683–1732: Georg Philipp Schmidtborn
- 1732–1782: Johann Friedrich Schmidtborn
- 1782–1795: Georg Philipp Schmidtborn
- 1796–1824: Georg Jakob Reuss
- 1824–1851: Karl Christian Raßmann
- 1851–1857: Friedrich Wilhelm Imhäusser
- 1857–1858: Johann Philipp Ludwig Geibel (Verwaltung)
- 1859–1862: Peter Reinhard Eduard Züllig Bornemann
- 1862–1871: Hermann Julius Adolf Bode
- 1872–1875: Gerhard Goebel
- 1875–1901: Johann Philipp Ludwig Geibel
- 1902–1929: Heinrich Knieper
- 1929–1930: Adolf Bausch
- 1930–1934: Bernhard Wiebel
- 1935–1939, 1945–1949: Ernst Teichmann (während des Zweiten Weltkriegs Kriegspfarrer und Gefangenschaft)
- 1944–1945: Hans-Philipp Zitelmann (Verwaltung)
- 1949–1959: Franz Roth
- 1959–1994: Hanns-Christoph Barnikol (1959–1961 Verwaltung)
- 1994–2024: Georg-Christoph Schaaf